# Andrzej Nowak (historyk)

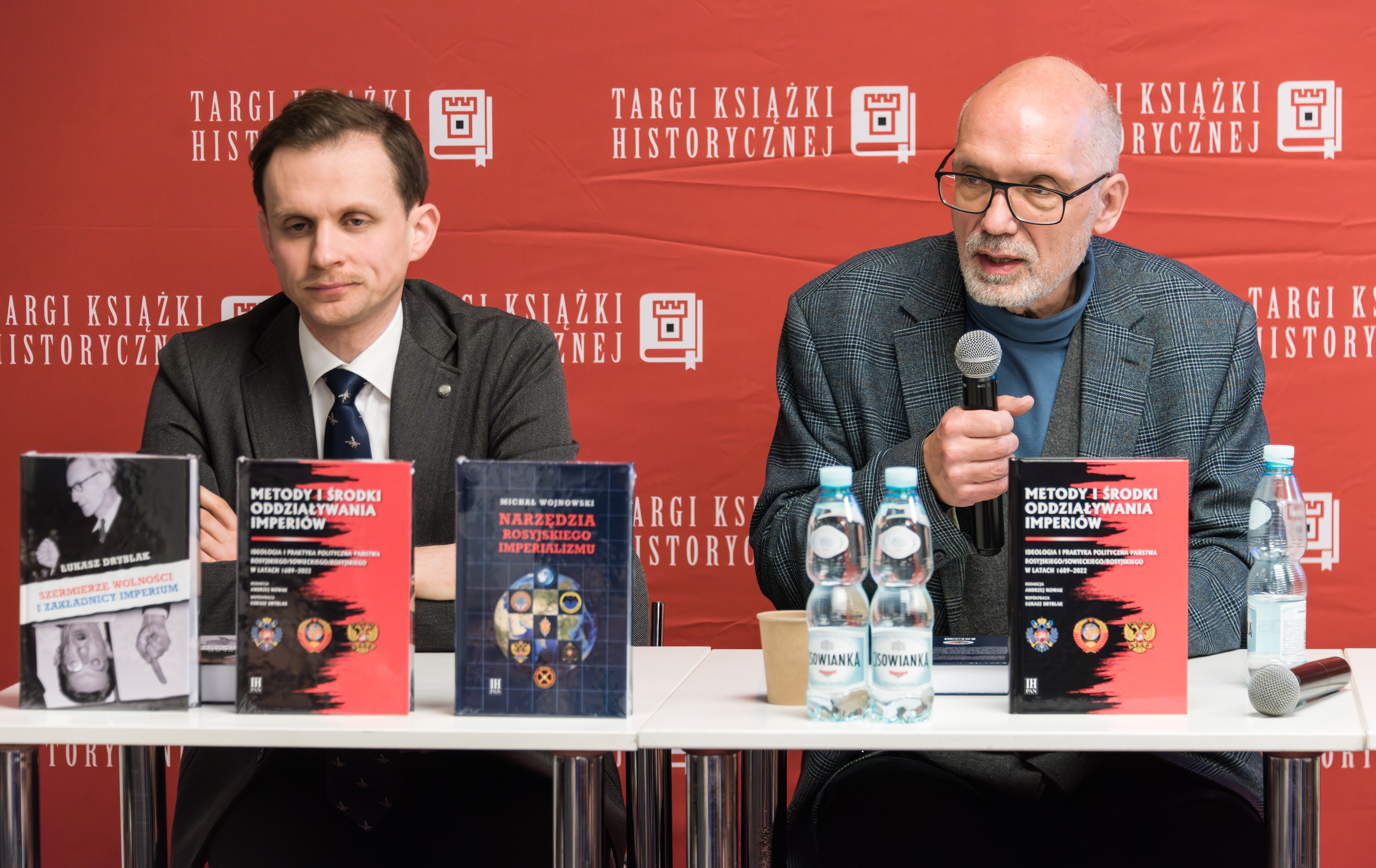
Andrzej Nowak (z prawej) z Łukaszem Dryblakiem w czasie spotkania autorskiego podczas Targów Książki Historycznej w Warszawie (2024)

Andrzej Witold Nowak (ur. 12 listopada 1960 w Krakowie) – polski historyk, pisarz, publicysta, sowietolog, profesor nauk humanistycznych, nauczyciel akademicki Uniwersytetu Jagiellońskiego, profesor zwyczajny w Instytucie Historii Polskiej Akademii Nauk, kierownik Zakładu Historii Europy Wschodniej Instytutu Historii Uniwersytetu Jagiellońskiego, w latach 1991–2012 redaktor naczelny czasopisma „Arcana”, autor Dziejów Polski. Od 2016 członek Kolegium Instytutu Pamięci Narodowej. Od 2025 doradca społeczny Prezydenta RP. Kawaler Orderu Orła Białego.

## Życiorys

### Wykształcenie i działalność naukowa
W 1982 ukończył studia na Wydziale Filozoficzno-Historycznym UJ (seminarium Władysława Serczyka). Od stycznia 1983 związany jest z Instytutem Historii PAN w Warszawie (Zakład Historii Europy XIX i XX wieku), gdzie przygotowywał rozprawę doktorską (obronioną w 1990, promotorka: Wiktoria Śliwowska). W latach 1987–1991 był bibliotekarzem w Bibliotece Jagiellońskiej. Od 1991 jest zatrudniony na etacie w Instytucie Historii PAN w Warszawie, gdzie przygotował rozprawę pt. Polityka wschodnia Józefa Piłsudskiego 1918–1920, która wraz z dorobkiem naukowym była podstawą nadania mu w 2002 stopnia naukowego doktora habilitowanego. W Instytucie Historii PAN kieruje od 2002 Pracownią Dziejów ZSRR i Europy Wschodniej. Obecnie jest kierownikiem Zakładu Historii Europy Wschodniej i Studiów nad Imperiami XIX i XX wieku w IH PAN.
W 2011 otrzymał tytuł naukowy profesora.
Poza pracą w Instytucie Historii PAN i Instytucie Historii UJ był profesorem w Wyższej Szkole Biznesu NLU w Nowym Sączu, a także profesorem wizytującym na Uniwersytecie Columbia (1991), Uniwersytecie Rice’a (1996), Uniwersytecie Masaryka (2002) i Uniwersytecie Harvarda (2003).
Zajmuje się głównie historią polityczną i myślą polityczną Europy Wschodniej XIX–XX wieku. Jest znawcą historii stosunków polsko-rosyjskich. Był opiekunem pracy magisterskiej Pawła Zyzaka Lech Wałęsa. Idea i historia obronionej w czerwcu 2008.
Jest członkiem Rady Kolegium Europy Wschodniej im. Jana Nowaka-Jeziorańskiego, a także Polsko-Rosyjskiej Komisji Historycznej PAN-RAN; Komisji Środkowoeuropejskiej oraz Wschodnioeuropejskiej PAU; kolegium redakcyjnego „Kwartalnika Historycznego” i „Dziejów Najnowszych”. W latach 2006–2010 był członkiem Rady Archiwalnej przy Naczelnej Dyrekcji Archiwów Państwowych; członkiem Rady Muzeum Historii Polski, a także wiceprezesem Rady Historyków Narodowego Banku Polskiego (2007–2010).
W 2015 był członkiem jury Konkursu „Książka Historyczna Roku”. Postanowieniem prezydenta Andrzeja Dudy z 27 czerwca 2016 został powołany w skład Kolegium Instytutu Pamięci Narodowej – Komisji Ścigania Zbrodni przeciwko Narodowi Polskiemu. W czerwcu 2023 ponownie został przez Prezydenta RP powołany w skład tego gremium.

### Działalność medialna i publiczna
Od 1980 zaangażowany w działalność publicystyczną. Najpierw, w latach 1980. w ramach tzw. drugiego obiegu, poświęconą głównie stosunkom Polski z jej wschodnimi sąsiadami (współpracował m.in. z „Arką”, „Miesięcznikiem Małopolskim”, „Alternatywami”, „Tumultem”). Od 1988 do 1991 sekretarz redakcji, a w latach 1991–1994 redaktor naczelny wywodzącego się z „podziemia” dwumiesięcznika „Arka”; od 1994 do 2012 redaktor naczelny dwumiesięcznika kulturalno-politycznego „Arcana” (do końca 2012 – 108 numerów). W latach 1989–1991 dziennikarz w dziale międzynarodowym dziennika „Czas Krakowski”; ukończył kurs dziennikarstwa międzynarodowego w agencji Reutera w Londynie w 1990. Od 1989 publikuje artykuły, wywiady i komentarze na łamach m.in. „Rzeczpospolitej”, „Dziennika” i jego dodatku „Europa”, „Naszego Dziennika”, „Gazety Polskiej”, „Gościa Niedzielnego”, „Tygodnika Solidarność”, „Wprost”, „Niedzieli”, „Znaku”, „Życia”. Prezes Rady Nadzorczej Spółki Polskie Radio Kraków SA (1993–1995); członek Rady Programowej Polskiego Radia SA w Warszawie od 1997 do 2001. Jako ekspert do spraw polityki wschodniej zapraszany często do programów telewizyjnych.
W grudniu 2012 został publicystą tygodnika „W Sieci”. Publikuje także w miesięczniku „Wpis – Wiara, Patriotyzm i Sztuka”. Zasiadł w Radzie Fundacji Reduta Dobrego Imienia – Polska Liga przeciw Zniesławieniom oraz radzie programowej Fundacji im. Janusza Kurtyki. W 2015 został honorowym członkiem Stowarzyszenia Studenci dla Rzeczypospolitej.
W 2014 nakładem wydawnictwa Biały Kruk ukazał się pierwszy tom „Dziejów Polski” Nowaka, dotychczas (stan: listopad 2024) ukazało się sześć tomów opisujących historię Polski do 1673.
W październiku 2015 został członkiem Narodowej Rady Rozwoju powołanej przez prezydenta Andrzeja Dudę.
Od lutego 2016 współprowadził cotygodniowy program „Historia żywa” na antenie Pierwszego Programu Polskiego Radia. W lutym 2024 rozgłośnia zakończyła współpracę z profesorem, a audycja ta została usunięta z ramówki. W styczniu 2019 został publicystą tygodnika „Do Rzeczy” W sierpniu 2023 zakończył współpracę z tym tygodnikiem.
11 listopada 2019 prezydent Andrzej Duda odznaczył Andrzeja Nowaka Orderem Orła Białego w uznaniu za wybitne działania na polu historii, za propagowanie wartości patriotycznych oraz monumentalne „Dzieje Polski”.
16 listopada 2020 Andrzej Nowak otrzymał Nagrodę Mediów Publicznych w kategorii „Słowo” za „Dzieje Polski”. Głoszący laudację Krzysztof Masłoń stwierdził, że „dzieje Polski są najważniejszą polską książką po 1989”. W tym samym roku, 14 grudnia, Andrzej Nowak został uhonorowany Złotym BohaterONem w kategorii osoba publiczna, przyznawanym przez Polskie Radio.
W październiku 2024 dołączył do redakcji internetowego Kanału Zero, gdzie prowadzi swój autorski cykl historyczny.
W sierpniu 2025 powołany na doradcę społecznego prezydenta Karola Nawrockiego.

### Poglądy
Ma poglądy konserwatywne. W latach 1980–1981 członek Niezależnego Zrzeszenia Studentów i delegat do Konwentu NZS UJ. Od końca 1981 do 1987 współorganizator podziemnego „Wolnego Uniwersytetu Jagiellońskiego” (wykłady dla grup robotniczych) i współpracownik Chrześcijańskiego Uniwersytetu Robotniczego (zorganizowanego przez ks. Kazimierza Jancarza w Mistrzejowicach). W latach 1988–1991 działacz NSZZ „Solidarność” na UJ (w 1990–91 członek Komisji Zakładowej UJ). Uczestnik I i II Międzynarodowej Konferencji Praw Człowieka w Mistrzejowicach (1989) i w Leningradzie (1990). Członek Honorowego Komitetu Poparcia Lecha Kaczyńskiego w wyborach prezydenckich 2005. Był wielokrotnym uczestnikiem organizowanych przez prezydenta Kaczyńskiego seminariów w Lucieniu. W wyborach 2010 był członkiem Honorowego Komitetu Poparcia Jarosława Kaczyńskiego.
Członek Akademickiego Klubu Obywatelskiego im. Prezydenta Lecha Kaczyńskiego w Poznaniu.
W 2018 stwierdził, że Jarosław Kaczyński „przyjął na siebie odpowiedzialność (…) za miejsce Polski w politycznym krajobrazie Europy i świata”.
W niedzielę 24 listopada 2024 w krakowskiej hali Towarzystwa Gimnastycznego „Sokół”, podczas Kongresu Obywatelskiego zorganizowanego przez Prawo i Sprawiedliwość, oficjalnie ogłosił, że kandydatem bezpartyjnym, popieranym przez to ugrupowanie został dr Karol Nawrocki, prezes Instytutu Pamięci Narodowej. Przedstawił również jego życiorys i dokonania, odnosząc się do wydarzeń historycznych, jak i współczesnej sytuacji geopolitycznej Polski. Prof. Nowak został również tego dnia ogłoszony przewodniczącym Obywatelskiego Komitetu poparcia Karola Nawrockiego. W dniu swojej inauguracji liczył on 170 osób. Komitet ten wystosował list do władz Prawa i Sprawiedliwość, w którym jego sygnatariusze wyrazili wsparcie dla kandydata popieranego przez tę partię. Oprócz byłych polityków PiS i osób w przeszłości związanych z tą formacją polityczną do komitetu przystąpili m.in.: prof. Jan Żaryn, prof. Jerzy Żyżyński, prof. Przemysław Żurawski vel Grajewski, prof. Józef Oleński i dr Tomasz Żukowski.
Jakkolwiek dostrzega problem przypisywania Polsce odpowiedzialności za zbrodnie niemieckie, jest przeciwny zwalczaniu go za pomocą instrumentów prawnokarnych. Dlatego też skrytykował nowelizację ustawy o IPN z 2018, która takie rozwiązanie przewidywała.

## Życie prywatne
Jest synem nauczycielki – Jadwigi, oraz inżyniera metalurga – Antoniego. Jego żoną jest Justyna Chłap-Nowakowa, mają dwójkę dzieci.

## Publikacje
W dorobku publikacyjnym A. Nowaka znajdują się m.in.:
- Między carem a rewolucją. Studium politycznej wyobraźni i postaw Wielkiej Emigracji wobec Rosji 1831–1849, Wydawnictwo Instytut Historii PAN i Warszawska Oficyna Wydawnictwo Gryf, Warszawa 1994.
- Jak rozbić rosyjskie imperium? Idee polskiej polityki wschodniej 1733–1921, Warszawska Oficyna Wydawnictwo Gryf, Warszawa 1995.
- Dzieje kresów, Wydawnictwo Kluszczyński, Kraków 2000, ISBN 83-7447-049-6.
- Polska i „trzy” Rosje. Studium polityki wschodniej Józefa Piłsudskiego (do kwietnia 1920 roku), Wydawnictwo Arcana, Kraków 2001.
- Kronika Polski, pod red. A. Nowaka, Wydawnictwo Kluszczyński, Kraków 1997. (wyd. 2 w 2001, wyd. 3 w 2005)
- Polacy, Rosjanie i biesy. Studia i szkice historyczne z XIX i XX wieku, Wydawnictwo Arcana, Kraków 1999.
- Od imperium do imperium. Spojrzenia na historię Europy Wschodniej, Wydawnictwo Arcana, Kraków 2004.
- Powrót do Polski, Wydawnictwo Arcana, Kraków 2005.
- Poland. Landscape, Art, History, Wydawnictwo Kluszczyński, Kraków 2005.
- Jan Paweł II – biografia ilustrowana, Wydawnictwo R. Kluszczyński, Kraków 2001.
- Ab Imperio. Nowe spojrzenia na historię Europy Wschodniej, Wydawnictwo Arcana, Kraków 2004.
- Powrót do Polski. Szkice o patriotyzmie po “końcu historii”, Wydawnictwo Arcana, Kraków 2005.
- Karol Wojtyła – Jan Paweł II. Kronika życia i pontyfikatu, Wydawnictwo Kluszczyński, Kraków 2005. (wyd. również w jęz. ang. pt. John Paul II 1920–2005 Illustrated Biography)
- Historie politycznych tradycji, Wydawnictwo Arcana, Kraków 2007.
- Historie politycznych tradycji. Piłsudski, Putin i inni, Wydawnictwo Arcana, Kraków 2007.
- History and Geopolitics. A Contest for Eastern Europe, Wydawnictwo Polski Instytut Spraw Międzynarodowych, Warszawa 2008.
- Polska i trzy Rosje. Studium polityki wschodniej Józefa Piłsudskiego, Wydawnictwo Arcana, Kraków 2008.
- Ofiary, imperia i historycy (od XVIII do XXI wieku), Wydawnictwo Arcana, Kraków 2009.
- Jan Paweł II 1920–2005. Ilustrowana biografia, Wydawnictwo Kluszczyński, Kraków 2010.
- Ojczyzna Ocalona. Wojna sowiecko-polska 1919–1920, Wydawnictwo Biały Kruk, Kraków 2010.
- Imperium a ti druzi. Rusko, Polsko a moderni dĕjiny východni Evropy, wydawnictwo CDK, Brno 2010.
- Od Polski do post-polityki. Intelektualna historia zapaści RP, Wydawnictwo Arcana, Kraków 2010.
- Hołd Katyński (esej: Pamięć Katynia: łańcuch niewidzialny), Wyd. Biały Kruk, Kraków 2010.
- Hołd Katyński II (esej: Sens polskiej pamięci), Wydawnictwo Biały Kruk, Kraków 2011.
- Czas walki z Bogiem. Kościół na straży wolności Polaków, Wydawnictwo Biały Kruk, Kraków 2011.
- Krzyż polski. Patriotyzm i męczeństwo (esej: Wolność krzyżami się mierzy), Wydawnictwo Biały Kruk, Kraków 2011.
- Imperiological Studies. A Polish Perspective, Wydawnictwo Societas Vistulana, Kraków 2011.
- Strachy i Lachy. Przemiany polskiej pamięci, Wydawnictwo Biały Kruk, Kraków 2012. Krytyka: Александр Федута. Память раненого поколения // Перекрёстки. Журнал исследований восточноевропейского Пограничья. 2012. № 3–4. С. 371–376.
- Dzieje Polski. Skąd nasz ród, t. 1, Wydawnictwo Biały Kruk, Kraków 2014.
- Uległość czy niepodległość, Wydawnictwo Biały Kruk, Kraków 2014.
- Wygaszanie Polski 1989–2015, Wydawnictwo Biały Kruk, Kraków 2015.
- Pierwsza zdrada Zachodu. 1920 – zapomniany appeasement, Wydawnictwo Literackie, Kraków 2015, ISBN 978-83-08-05550-2.
- Dzieje Polski. Od rozbicia do nowej Polski, t. 2, Wydawnictwo Biały Kruk, Kraków 2015.
- Historia i Polityka, Wydawnictwo Biały Kruk, Kraków 2016.
- Polskość jest przywilejem, Wydawnictwo Biały Kruk, Kraków 2016, ISBN 978-83-7553-219-7.
- Dzieje Polski. Królestwo zwycięskiego Orła, t. 3, Wydawnictwo Biały Kruk, Kraków 2017.
- Niepodległa! 1864–1924. Jak Polacy odzyskali Ojczyznę, Wydawnictwo Biały Kruk, Kraków 2018, ISBN 978-83-7553-242-5.
- Filary Niepodległości, Wydawnictwo Biały Kruk, Kraków 2018.
- Metamorfozy Imperium Rosyjskiego 1721–1921. Geopolityka, ody i narody, Wydawnictwo Literackie 2018 ISBN 978-83-08-06569-3.
- Kościół na straży polskiej niepodległości (wspólnie z Martyną Deszczyńską), Wydawnictwo Biały Kruk, Kraków 2018.
- O historii nie dla idiotów. Rozmowy i przypadki, Wydawnictwo Literackie, Kraków 2019, ISBN 978-83-08-06867-0.
- Dzieje Polski. Trudny złoty wiek, t. 4, Wydawnictwo Biały Kruk, Kraków 2019, ISBN 978-83-7553-277-7.
- Klęska Imperium Zła. Rok 1920, Wydawnictwo Biały Kruk, Kraków 2020, ISBN 978-83-7553-290-6[36].
- Między nieładem a niewolą. Krótka historia myśli politycznej, Wydawnictwo Biały Kruk, Kraków 2020, ISBN 978-83-7553-306-4[37].
- Chluba i zguba. Antologia najnowszej publicystyki patriotycznej, Wydawnictwo Biały Kruk, Kraków 2020, ISBN 978-83-7553-307-1.
- Dzieje Polski. Imperium Rzeczypospolitej, t. 5, Wydawnictwo Biały Kruk, Kraków 2021, ISBN 978-83-7553-328-6.
- Polska i Rosja. Sąsiedztwo wolności i despotyzmu X–XXI w., Wydawnictwo Biały Kruk, Kraków 2022, ISBN 978-83-7553-340-8.
- Wojna i dziedzictwo. Historia najnowsza, Wydawnictwo Biały Kruk, Kraków 2022, ISBN 978-83-7553-358-3.
- Polska i Krzyż (współautor), Wydawnictwo Biały Kruk, Kraków 2023, ISBN 978-83-7553-371-2.
- Tyrania postępu (współautor), Wydawnictwo Biały Kruk, Kraków 2023, ISBN 978-83-7553-373-6.
- Dzieje Polski. Potop i ogień, t.6, Wydawnictwo Biały Kruk, Kraków 2023, ISBN 978-83-7553-394-1.
- Naród niepokonany. Przełomowe momenty polskiej historii, Wydawnictwo Biały Kruk, Kraków 2024, ISBN 978-83-7553-417-7.
- W potrzasku historii i geografii (wywiad-rzeka który przeprowadził Piotr Legutko), Wydawnictwo Esprit, 2024, ISBN 9788368144789.
- Patriotyzm i zdrada. Wykłady z historii Polski, Wydawnictwo Fronda, 2024, ISBN 9788380790926.
- Czas walki z Bogiem, Wydawnictwo Biały Kruk, Kraków 2025, ISBN 978-83-7553-429-0.

## Odznaczenia
- Order Orła Białego w 2019 w uznaniu znamienitych zasług w upowszechnianiu wiedzy historycznej i propagowaniu wartości patriotycznych, za osiągnięcia w dziedzinie nauk humanistyczno-społecznych i popularyzowanie polskiej myśli naukowej na świecie[2][38].
- Krzyż Komandorski Orderu Odrodzenia Polski w 2016 za wybitne zasługi w pracy naukowo-badawczej, dydaktycznej i publicystycznej, za pielęgnowanie pamięci o historii Polski i Europy[39][40].
- Srebrny Krzyż Zasługi w 2003 za wzorowe, wyjątkowo sumienne wykonywanie obowiązków wynikających z pracy zawodowej[41].
- Złoty Medal „Zasłużony dla Nauki Polskiej Sapientia et Veritas” (2023)[42]

## Nagrody
- Nagroda Fundacji Polcul – za działalność publicystyczną w II obiegu: 1989.
- Nagrody Klio – za najlepszą książkę historyczną: za rok 1995 (za Jak rozbić rosyjskie imperium) oraz za rok 2001 (za Polska i trzy Rosje…).
- Nagroda „Przeglądu Wschodniego”: za najlepszą książkę z dziejów Europy Wschodniej: 1995.
- Nagroda im. Jerzego Łojka, za prace poświęcone tradycjom walki niepodległościowej: 1999[43].
- Nagrody Rektora UJ za wybitne osiągnięcia naukowe: 2009, 2010, 2011.
- Nagroda im. Włodzimierza Pietrzaka – za badania nad dziejami Europy Wschodniej: 2011.
- Wacław Jędrzejewicz History Medal – przyznana przez Instytut Józefa Piłsudskiego w Nowym Jorku: 2011.
- Nagroda programu Mistrz Fundacji na Rzecz Nauki Polskiej w 2011[44].
- Nagroda im. Jerzego Giedroycia: 2012, objęta patronatem prezydenta Bronisława Komorowskiego[45].
- Laureat nagrody „Strażnik pamięci” tygodnika „Do Rzeczy” w kategorii „Twórca” za rok 2014.
- Nagroda „Książka Roku 2014” przyznawana przez Magazyn Literacki „Książki” za Dzieje Polski. Skąd nasz ród. Tom 1[46].
- Społeczna Nagroda im. Piotra Skórzyńskiego – medal Opoka Ducha, przyznany w 2015.
- Nagroda Literacka im. Józefa Mackiewicza przyznana w 2015 za książkę „Dzieje Polski”, t. 1: Skąd nasz ród.
- Nagroda Historyczna im. Kazimierza Moczarskiego w 2016 za książkę Pierwsza zdrada Zachodu. 1920 – zapomniany appeasement, Wydawnictwo Literackie, Kraków[47].
- Doroczna Nagroda Ministra Kultury i Dziedzictwa Narodowego przyznana w 2016 przez ministra Piotra Glińskiego[48].
- Feniks – doroczna nagroda Stowarzyszenia Wydawców Katolickich w 2018[49].
- Nagroda im. Lecha Kaczyńskiego w 2019[50].
- Nagroda Krakowska Książka Miesiąca Listopada 2019 za książkę O historii nie dla idiotów[51]
- Nagroda Mediów Publicznych za Dzieje Polski w 2020[22].
- Nagroda Złoty BohaterON za Dzieje Polski, Klęskę imperium zła. Rok 1920 oraz działalność publicystyczną.
- Złoty Hipolit w 2020[52]
- Nagroda im. Janusza Kurtyki przyznana w 2020 roku przez Fundację im. Janusza Kurtyki[53]
- Nagroda im. św. Grzegorza I Wielkiego miesięcznika „Niezależna Gazeta Polska – Nowe Państwo” za rok 2023[54]